# Nombre déficient

Diagramme en bâtons de la somme des diviseurs propres de en fonction de, pour variant de 1 à 40. Les nombres déficients (gris) sont ceux pour lesquels le bâton reste sous la première diagonale.

En mathématiques, un nombre déficient est un nombre entier naturel n  qui est strictement supérieur à la somme de ses diviseurs stricts, autrement dit, tel que {\displaystyle \sigma (n)<2n} où {\displaystyle \sigma (n)} est la somme des diviseurs entiers positifs de n y compris n. 
La valeur {\displaystyle 2n-\sigma (n)} est appelée déficience de n. Les nombres dont la déficience est nulle sont les nombres parfaits, et les nombres dont la déficience est strictement négative les nombres abondants.
Les nombres déficients ont été introduits vers 130 apr. J.-C. par Nicomaque de Gérase dans son Introduction à l'arithmétique.
Leurs premières valeurs sont : 1, 2, 3, 4, 5, 7, 8, 9, 10, 11, 13, ... (voir suite A005100 de l'OEIS).
Pour {\displaystyle n\geqslant 2}, la déficience d'un nombre déficient va de 1 (pour les nombres dits presque parfaits) jusqu'à {\displaystyle n-1} pour les nombres premiers (qui sont donc les naturels de déficience maximale).
Il existe une infinité de nombres déficients pairs et impairs. Par exemple, tous les nombres premiers et leurs puissances (autrement dit, les nombres primaires) sont déficients. Tout diviseur strict d'un parfait ou déficient est déficient.